# Bulbophyllum rothschildianum
Bulbophyllum rothschildianum är en orkidéart som först beskrevs av O'brien, och fick sitt nu gällande namn av Johannes Jacobus Smith. Bulbophyllum rothschildianum ingår i släktet Bulbophyllum och familjen orkidéer. Inga underarter finns listade i Catalogue of Life.

## Bildgalleri

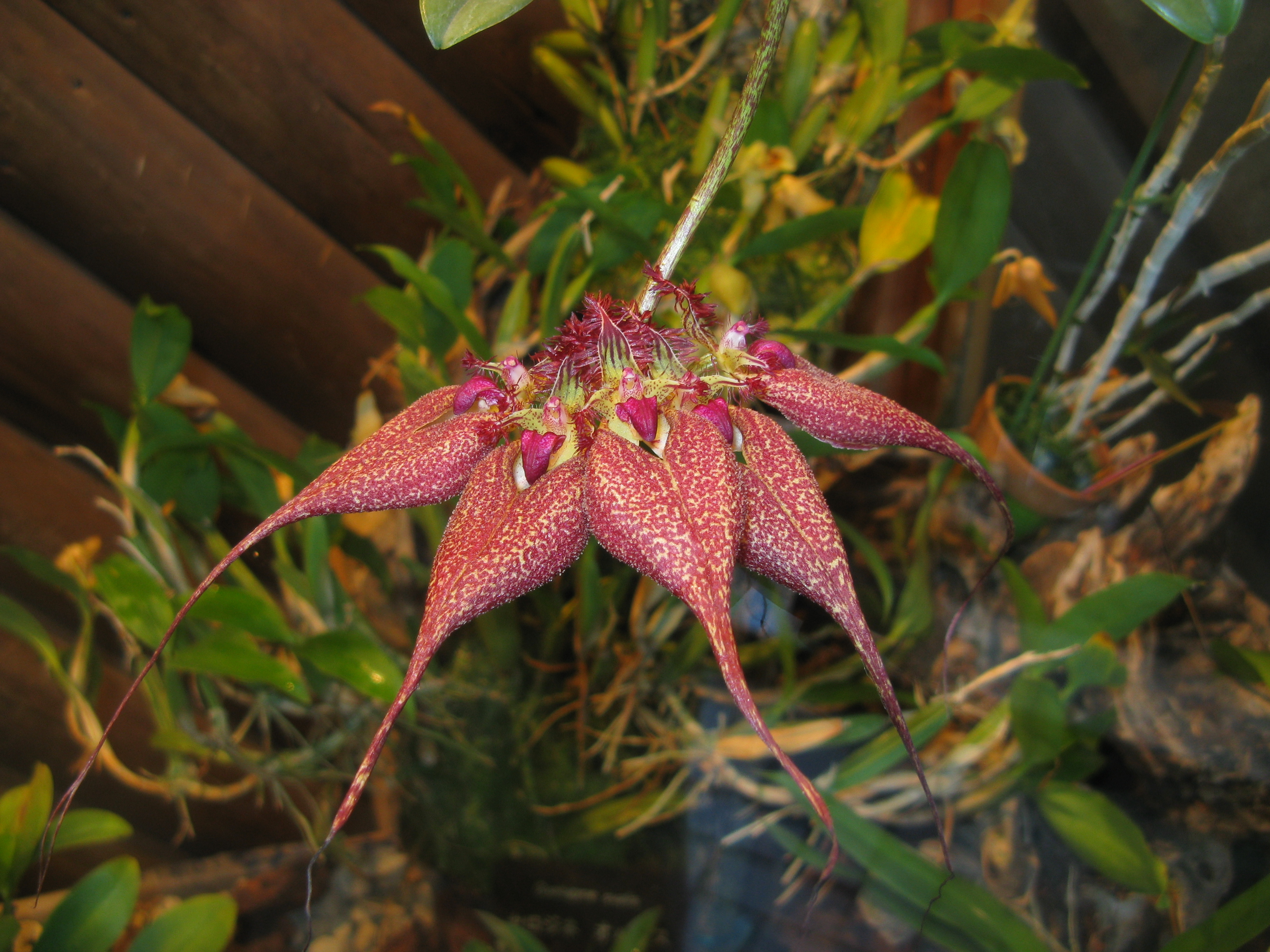
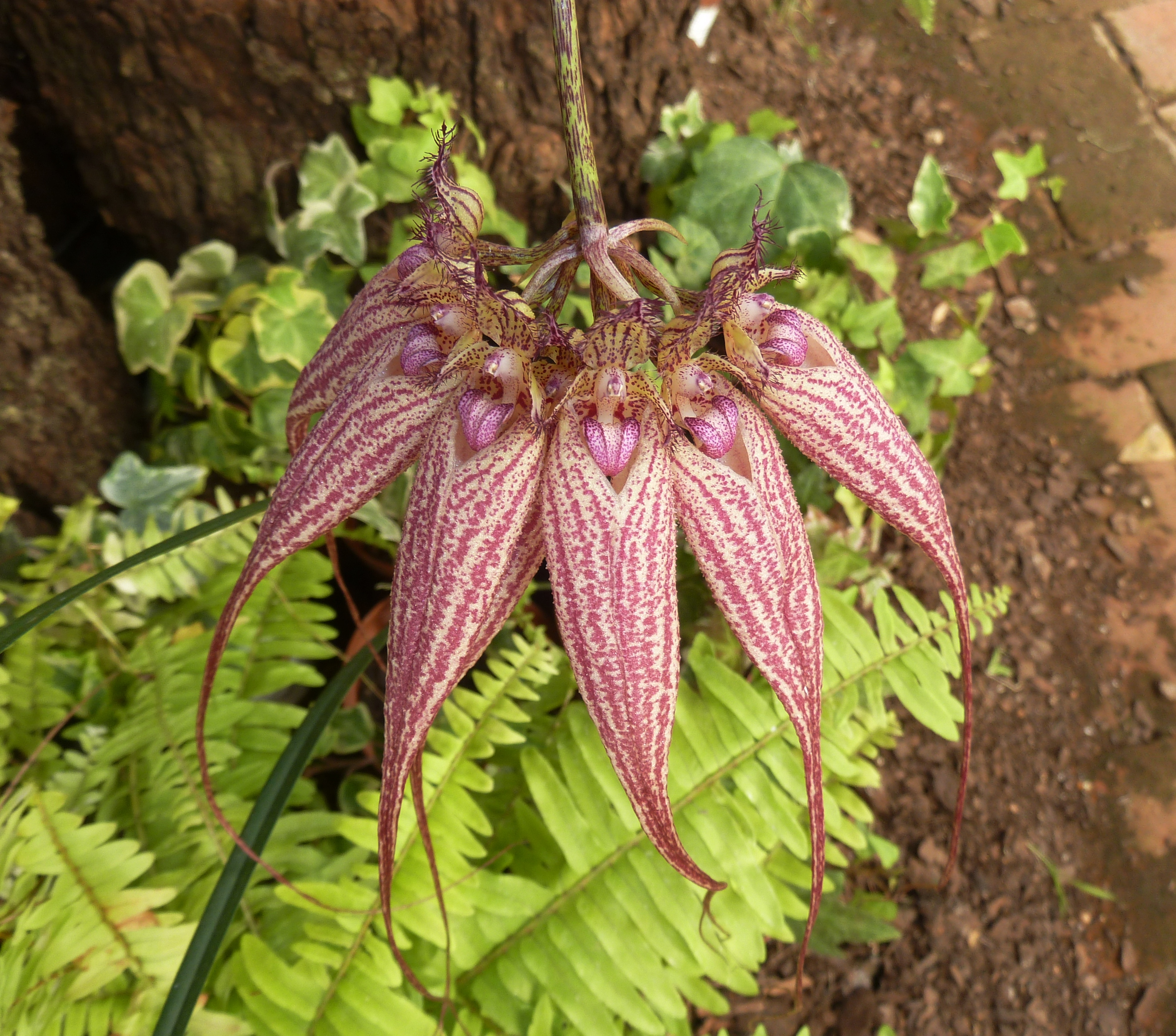
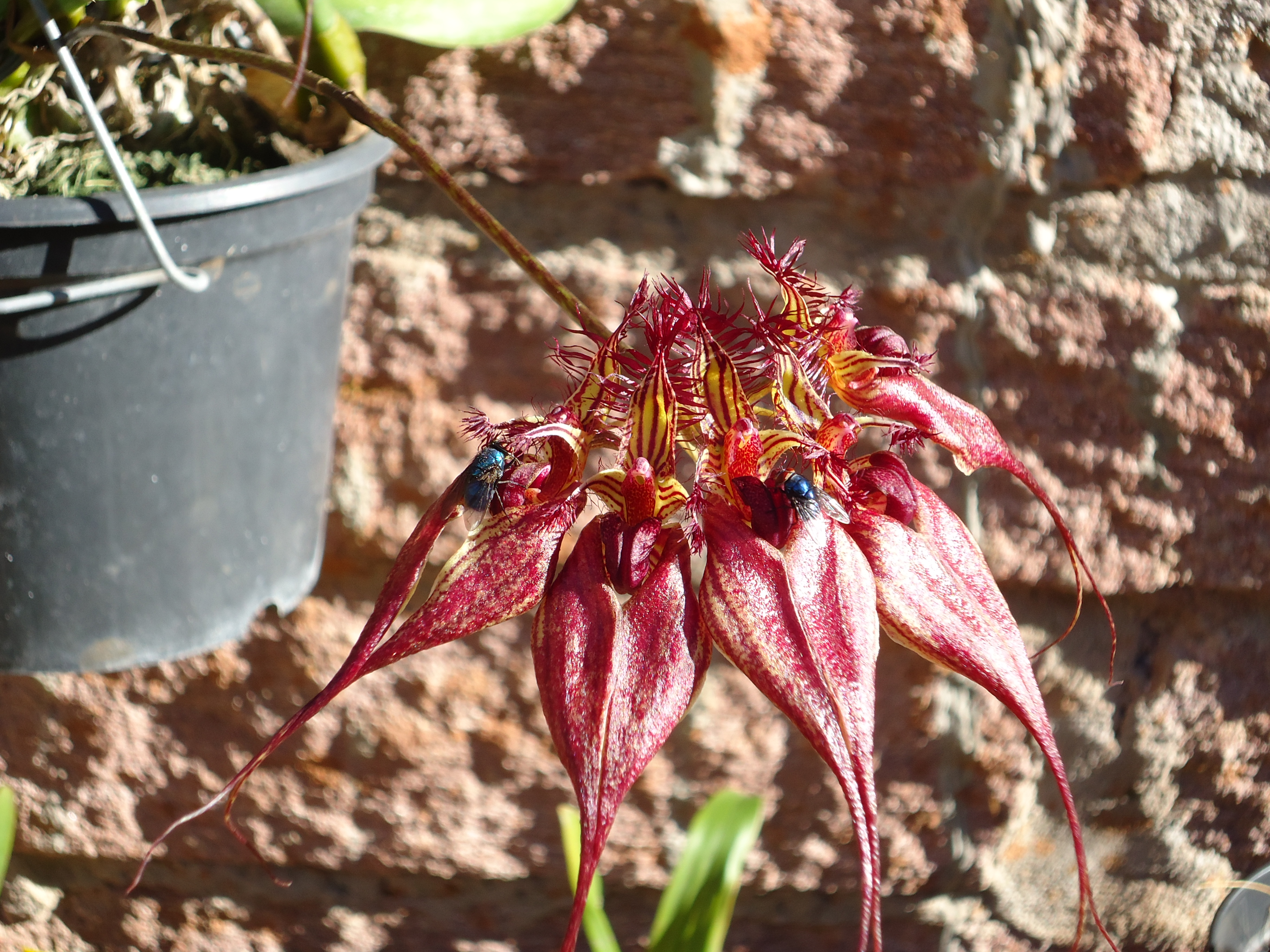